# Zemo Eshera
Zemo Eshera (en georgiano: ზემო ეშერა; en abjasio: Аҩадахьтеи Ешыра; en armenio: Վերին Էշերա, romanizado: Verin Eshera) es un pueblo que pertenece a la parcialmente reconocida República de Abjasia, parte del distrito de Sujumi, aunque de iure pertenece al municipio de Sojumi de la República Autónoma de Abjasia de Georgia.

## Geografía
Zemo Eshera se encuentra en el origen del río Vasla (que desemboca en Sujumi) y está situado a 15 km al noroeste de Sujumi. Limita con los terrenos montañosos del Gran Cáucaso en el norte; Psirtsja, parte del distrito de Gudauta, en el oeste; Guma y Tavisupleba en el este; y los pueblos de Gumista y Eshera en el sureste y sur, respectivamente.
Las aldeas de Adziguezhi, Agdara, Ambarijutsa y Uazabaa están bajo la administración del pueblo.

## Historia
En las afueras de Zemo Eshera, se encontraron estructuras de tumbas únicas: unos dólmenes construidos en hace más de dos mil años, en la Edad del Bronce.
La gran mayoría de la población nativa abjasia de la región histórica de Guma, los abjasios guma, fue expulsada en el Muhayir o genocidio circasiano que ocurrió tras la guerra ruso-circasiana en el final del siglo XIX. Poco tiempo después llegaron familias de armenios.
Tras la guerra de Abjasia (1992-1993), una parte importante de los armenios que vivían aquí abandono Zemo Eshera, ya que se encontraba muy cerca del frente del río Gumista.

## Demografía
La evolución demográfica de Zemo Eshera entre 1959 y 2011 fue la siguiente:
| 595                                                 | 738 | 1052 |
| (Fuente: Population of Abkhazia since Soviet times) |     |      |

La población de Zemo Eshera ha aumentado tras el fin de la guerra, principalmente debido a su cercanía con Sujumi. Tanto en el pasado como hoy en día la mayoría de la población consiste en armenios, con una minoría de abjasios.
|              | 2011      | 2011       |
| Grupo étnico | Población | Porcentaje |
| ------------ | --------- | ---------- |
| Georgianos   | 0         | 0%         |
| Abjasios     | 243       | 23,1%      |
| Rusos        | 12        | 1,1%       |
| Ucranianos   | 4         | 0,4%       |
| Armenios     | 737       | 70,1%      |
| Total        | 1052      | 100%       |

## Infraestructura

### Transporte
La carretera principal que conecta Sujumi con Rusia pasa por el pueblo.